# Mór (Hongrie)
Pour les articles homonymes, voir Mor (homonymie).
Mór est une ville et une commune du comitat de Fejér en Hongrie.

## Histoire
Doté de terrains viticoles extrêmement spécifiques, la ville de Mór est en majeure partie habitée par des Souabes et possède une gastronomie inégalable par rapport aux autres hameaux habités par cette même ethnie européenne. Par exemple, le kwarzedli et le nuss-stangli se font tout alentour, mais la katzenpratze (macskapracli) comme pâtisserie de noce n'est connue que dans cette ville. Il est dit de cette petite pâtisserie : "Si tu bois 2 verres de vin et manges 1 patte de chat (katzenpratze) tu as la sensation de n'en avoir bu qu'un seul verre et ainsi tu continues à boire et manger jusqu'à ce que mort s'ensuive".
Le vin blanc servi aux 700 invités des Jeux olympiques de 2012 provenait de cette ville, ayant reçu le premier prix, et fut choisi parmi les 10 meilleurs vins sur un lot de 350. 
L’arrière-petite-fille de Charles Dickens, Catherine Dickens, y habite avec sa famille.